# Nelidovo
Nelidovo (in russo Нелидово?) è una cittadina della Russia europea centrale, situata sul fiume Meža, nelle colline del Valdaj, nella parte sudoccidentale dell'oblast' di Tver' circa 275 km in linea d'aria a sudovest del capoluogo.
La cittadina venne fondata nel 1900 attorno ad una stazione ferroviaria; ottenne lo status di città nel 1949. Nelidovo è capoluogo del rajon Nelidovskij.